# جون فريدريك كليمنس
جون فريدريك كليمنس (بالألمانية: Johan Frederik Clemens)‏ (بالدنماركية: Johann Friderich Clemens)‏ هو مصصم جرافك ألماني ودنماركي، ولد في 29 نوفمبر 1749 في جولنيوف ‏ في بولندا، وتوفي في 5 نوفمبر 1831 في كوبنهاغن في الدنمارك.